# أذن الفأر كورسيكي
أذن الفأر كورسيكي (الاسم العلمي:Myosotis corsicana) هو نوع من النباتات يتبع جنس أذن الفأر من الفصيلة الحمحمية.